# Oak Valley (Texas)
Oak Valley è una città degli Stati Uniti d'America, situata nello Stato del Texas, nella Contea di Navarro.